# Yohann Diniz
Yohann Diniz (Épernay, 1 de janeiro de 1978) é um atleta francês especializado na marcha atlética.
Medalha de prata no Campeonato Mundial de Atletismo de 2007, em Osaka, Japão, é o atual recordista mundial da marcha de 50 km, com a marca de 3h32min33s, conseguida em Zurique em 2014. Também possui o recorde da marcha de 50.000 metros em pista, prova não-olímpica, com 3:35:27.
Nos Jogos da Rio 2016 terminou a prova em 8º lugar, após sofrer com problemas intestinais e com desmaio.

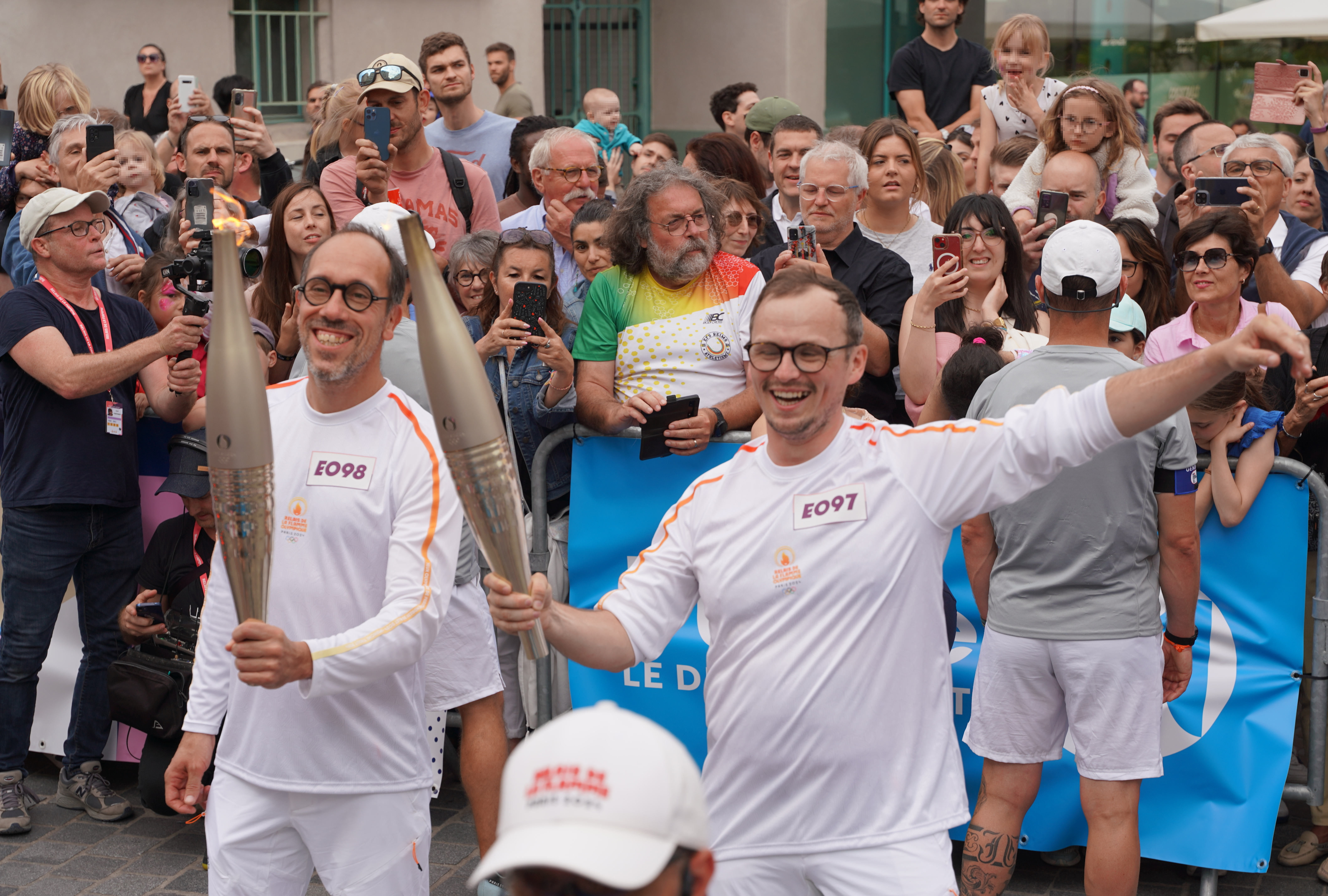
Revezamento da tocha dos Jogos Olímpicos de Verão de 2024.

Em Londres 2017, aos 39 anos, conquistou sua primeira medalha de ouro num Campeonato Mundial de Atletismo, com a marca de 3:33:12, a segunda melhor da história superior apenas a seu próprio recorde mundial.